# Liste des distinctions de Leonardo DiCaprio

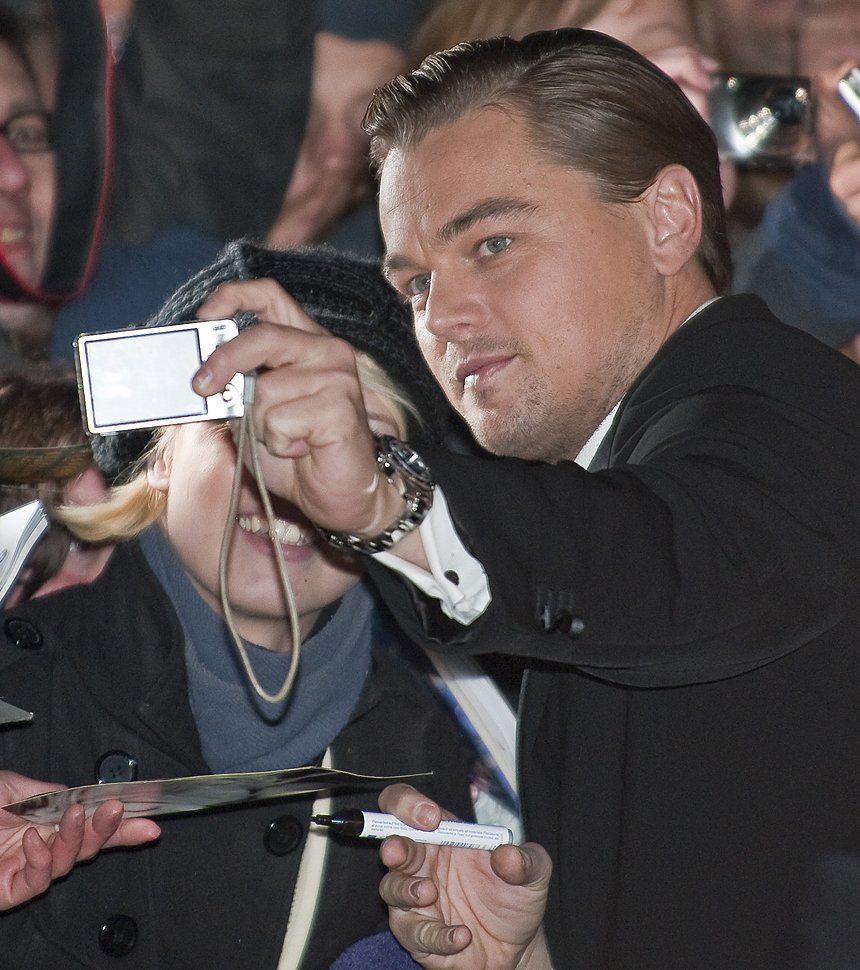
Leonardo DiCaprio au festival de Berlin 2010.

Cet article présente la liste des récompenses et nominations de l'acteur américain Leonardo DiCaprio, classées par pays et par ordre alphabétique.

## Récompenses principales

### Academy Awards: Oscars
- 1994 : Nommé pour l'Oscar du meilleur acteur dans un second rôle pour Gilbert Grape
- 2005 : Nommé pour l'Oscar du meilleur acteur pour Aviator
- 2007 : Nommé pour l'Oscar du meilleur acteur pour Blood Diamond
- 2014 : Nommé pour l'Oscar du meilleur acteur pour Le Loup de Wall Street
- 2014 : Nommé pour l'Oscar du meilleur film (en tant que producteur) pour Le Loup de Wall Street
- 2016 : Remporte l'Oscar du meilleur acteur pour The Revenant
- 2020 : Nommé pour l'Oscar du meilleur acteur pour Once Upon a Time... in Hollywood.

### Golden Globes awards
- 1994 : Nommé pour le Golden Globe du meilleur acteur dans un second rôle pour Gilbert Grape
- 1998 : Nommé pour le Golden Globe du meilleur acteur dans un film dramatique pour Titanic
- 2003 : Nommé pour le Golden Globe du meilleur acteur dans un film dramatique pour Arrête-moi si tu peux
- 2005 : Remporte le Golden Globe du meilleur acteur dans un film dramatique pour Aviator
- 2007 : Nommé pour le Golden Globe du meilleur acteur dans un film dramatique pour Blood Diamond et pour Les Infiltrés
- 2009 : Nommé pour le Golden Globe du meilleur acteur dans un film dramatique pour Les Noces Rebelles
- 2012 : Nommé pour le Golden Globe du meilleur acteur dans un film dramatique pour J. Edgar
- 2013 : Nommé pour le Golden Globe du meilleur acteur dans un second rôle pour Django Unchained
- 2014 : Remporte le Golden Globe du meilleur acteur dans un film musical ou comédie pour Le Loup de Wall Street
- 2014 : Nommé pour le Golden Globe du meilleur acteur dans un film musical ou comédie (en tant que Producteur) pour Le Loup de Wall Street
- 2016 : Remporte le Golden Globe du meilleur acteur dans un film dramatique pour The Revenant
- 2020 : Nommé pour le Golden Globe du meilleur acteur dans un film musical ou comédie pour Once Upon a Time... in Hollywood
- 2022 : Nommé pour le Golden Globe du meilleur acteur dans un film musical ou comédie pour Don't Look Up
- 2024 : Nommé pour le Golden Globe du meilleur acteur dans un film dramatique pour Killer of the Flower Moon

### BAFTA Awards
- 2005 : Nommé pour le BAFTA Award du meilleur acteur pour Aviator
- 2007 : Nommé pour le BAFTA Award du meilleur acteur pour Les Infiltrés
- 2014 : Nommé pour le BAFTA Award du meilleur acteur pour Le Loup de Wall Street
- 2016 : Remporte le BAFTA Award du meilleur acteur pour The Revenant
- 2020 : Nommé pour le BAFTA Award du meilleur acteur pour Once Upon a Time… in Hollywood
- 2022 : Nommé pour le BAFTA Award du meilleur acteur pour Don't Look Up : Déni cosmique (Don't Look Up)

## Autres prix

### États-Unis

#### Austin Film Critics Association
- 2007 : Remporte l'Austin Film Critics Association Award du meilleur acteur pour Les Infiltrés
- 2015 : Nommé à l'Austin Film Critics Association du meilleur acteur pour The Revenant
- 2020 : Nommé à l'Austin Film Critics Association du meilleur acteur pour Once Upon a Time... in Hollywood
- 2024 : Nommé à l'Austin Film Critics Association du meilleur acteur pour Killers of the Flower Moon

#### Blockbuster Entertainment Awards
- 1997 : Remporte le Blockbuster Entertainment Award du meilleur acteur pour Roméo + Juliette
- 1998 : Remporte le Blockbuster Entertainment Award du meilleur acteur pour Titanic

#### Boston Society of Film Critics Awards
- 2006 : Nommé pour le Boston Society of Film Critics Award de la meilleure distribution pour Les Infiltrés
- 2013 : Nommé pour Boston Society of Film Critics award du meilleur Acteur pour Le Loup de Wall Street
- 2015 : Remporte le Boston Society of Film Critics award du meilleur acteur pour The Revenant

#### Central Ohio Film Critics Association
- 2007 : Remporte le Central Ohio Film Critics Association du meilleur acteur Les Infiltrés
- 2007 : Remporte le Central Ohio Film Critics Association de la meilleure distribution pour Les Infiltrés
- 2007 : Nommé pour le Central Ohio Film Critics Association de l'acteur de l'année pour Blood Diamond et Les Infiltrés
- 2011 : Nommé pour le Central Ohio Film Critics Association de la meilleure distribution pour Inception
- 2011 : Nommé pour le Central Ohio Film Critics Association du meilleur acteur pour Inception
- 2011 : Nommé pour le Central Ohio Film Critics Association de l'acteur de l'année pour Inception
- 2011 : Nommé pour le Central Ohio Film Critics Association de l'acteur de l'année pour Shutter Island
- 2013 : Nommé pour le Central Ohio Film Critics Association du meilleur acteur dans un second rôle pour Django Unchained
- 2014 : Nommé pour le Central Ohio Film Critics Association du meilleur acteur pour Gatsby
- 2016 : Remporte le Central Ohio Film Critics Association du meilleur acteur pour The Revenant

#### Chicago Film Critics Association Awards
- 1994 : Remporte le Chicago Film Critics Association du meilleur acteur dans un second rôle pour Gilbert Grape
- 2006 : Nommé pour le Chicago Film Critics Association Award du meilleur acteur pour Les Infiltrés
- 2012 : Nommé pour le Chicago Film Critics Association Award du meilleur acteur dans un second rôle pour Django Unchained
- 2015 : Remporte le Chicago Film Critics Association Award du meilleur acteur pour The Revenant
- 2023 : Nommé pour le Chicago Film Critics Association Award du meilleur acteur pour Killers of the Flower Moon

#### Chlotrudis Awards
- 1997 : Remporte le Chlotrudis Award du meilleur acteur dans un second rôle pour Simples Secrets

#### Critics' Choice Movie Award
- 2005 : Nommé pour le Critics' Choice Movie Award du meilleur acteur pour Aviator
- 2007 : Nommé pour le Critics' Choice Movie Award du meilleur acteur pour Les Infiltrés
- 2007 : Nommé pour le Critics Choice Award de la meilleure distribution pour Les Infiltrés
- 2007 : Nommé pour le Critics' Choice Movie Award du meilleur acteur pour Blood Diamond
- 2012 : Nommé pour le Critics' Choice Movie Award du meilleur acteur pour J. Edgar
- 2014 : Remporte le Critics' Choice Movie Award du meilleur acteur dans une comédie pour Le Loup de Wall Street
- 2016 : Remporte le Critics' Choice Movie Award du meilleur acteur pour The Revenant
- 2020 : Nommé pour le Critics' Choice Movie Award du meilleur acteur pour Once Upon a Time... in Hollywood
- 2024 : Nommé pour le Critics' Choice Movie Award du meilleur acteur pour Killers of the Flower Moon

#### Dallas-Fort Worth Film Critics Association Awards
- 2005 : Nommé pour le Dallas-Fort Worth Film Critics Association Award du meilleur acteur dans un film dramatique pour Aviator
- 2006 : Nommé pour le Dallas-Fort Worth Film Critics Association Award du meilleur acteur pour Blood Diamond et Les Infiltrés
- 2013 : Nommé pour le Dallas-Fort Worth Film Critics Association Award du meilleur acteur pour Le Loup de Wall Street
- 2015 : Remporte le Dallas-Fort Worth Film Critics Association Award du meilleur acteur pour The Revenant
- 2019 : Nommé pour le Dallas-Fort Worth Film Critics Association Award du meilleur acteur pour Once Upon a Time... in Hollywood
- 2023 : Nommé pour le Dallas-Fort Worth Film Critics Association Award du meilleur acteur pour Killers of the Flower Moon

#### Fangoria Chainsaw Awards
- 2011 : Nommé pour le Fangoria Chainsaw Award du meilleur acteur pour Shutter Island

#### Florida Film Critics Circle Awards
- 2015 : Nommé pour le Florida Film Critics Circle Award du meilleur acteur pour The Revenant

#### Hollywood Film Festival
- 2004 : Remporte le Hollywood Film Award de l'acteur de l'année
- 2016 : Remporte le Prix du Meilleur documentaire lors du Festival du film de Hollywod, pour Before the Flood[1].

#### Kansas City Film Critics Circle Awards
- 2015 Remporte le Kansas City Film Critics Circle Award du meilleur acteur pour The Revenant

#### Las Vegas Film Critics Society Awards
- 2010 : Nommé pour le Las Vegas Film Critics Society Award du meilleur acteur pour Inception
- 2015 Remporte le Las Vegas Film Critics Society Award du meilleur acteur pour The Revenant

#### Los Angeles Film Critics Association Awards
- 1993 : Remporte le New Generation Award

#### MTV Movie Awards
- 1997 : Nommé pour le MTV Movie Award du meilleur acteur pour Roméo + Juliette
- 1997 : Nommé pour le MTV Movie Award du meilleur couple avec Claires Danes pour Roméo + Juliette
- 1997 : Nommé pour le MTV Movie Award du meilleur baiser avec Claires Danes pour Roméo + Juliette
- 1997 : Remporte le MTV Movie Award du meilleur acteur pour Titanic
- 1997 : Nommé pour le MTV Movie Award du meilleur couple avec Kate Winslet pour Titanic
- 1997 : Nommé pour le MTV Movie Award du meilleur baiser avec Kate Winslet pour Titanic
- 2003 : Nommé pour le MTV Movie Award du meilleur baiser avec Cameron Diaz pour Gangs of New York
- 2003 : Nommé pour le MTV Movie Award du meilleur acteur pour Arrête-moi si tu peux
- 2005 : Nommé pour le MTV Movie Award du meilleur acteur pour Aviator
- 2011 : Nommé pour le MTV Movie Award du meilleur moment à couper le souffle Inception
- 2013 : Nommé pour le MTV Movie Award du meilleur duo pour Django Unchained
- 2013 : Nommé pour le MTV Movie Award du meilleur méchant pour Django Unchained
- 2014 : Nommé pour le MTV Movie Award du meilleure performance torse nu pour Le Loup de Wall Street
- 2014 : Nommé pour le MTV Movie Award du meilleur moment musical pour Le Loup de Wall Street
- 2014 : Remporte le MTV Movie Award du meilleur moment WTF pour Le Loup de Wall Street
- 2014 : Nommé pour le MTV Movie Award du meilleur duo pour Le Loup de Wall Street
- 2014 : Nommé pour le MTV Movie Award du meilleur acteur pour Le Loup de Wall Street
- 2016 : Remporte le MTV Movie Award du meilleur acteur pour The Revenant
- 2016 : Nommé pour le MTV Movie Award du meilleur combat pour The Revenant

#### National Board of Review Awards
- 1993 : Remporte le National Board of Review Award du meilleur acteur dans un second rôle pour Gilbert Grape
- 2006 : Remporte le National Board of Review Award de la meilleure distribution pour Les Infiltrés
- 2012 : Remporte le National Board of Review Award du meilleur acteur dans un second rôle pour Django Unchained
- 2013 : Remporte le Spotlight Award pour sa collaboration avec Martin Scorsese

#### National Society of Film Critics Awards
- 1994 : Nommé pour le National Society of Film Critics Award du meilleur acteur dans un second rôle pour Gilbert Grape

#### New York Film Critics Circle Awards
- 1993 : Nommé pour le New York Film Critics Circle Award du meilleur acteur dans un second rôle pour Gilbert Grape et Blessures secrètes

#### News & Documentary Emmy Awards
- 2024 : Remporte l'Emmy du meilleur documentaire sur la nature pour Path of the Panther

#### Online Film Critics Society Awards
- 2005 : Nommé pour le Online Film Critics Society Award du meilleur acteur pour Aviator
- 2007 : Nommé pour le Online Film Critics Society Award du meilleur acteur pour Les Infiltrés
- 2015 : Nommé pour le Online Film Critics Society Award du meilleur acteur pour The Revenant
- 2024 : Nommé pour le Online Film Critics Society Award du meilleur acteur pour Killers of the Flower Moon

#### Palm Springs International Film Festival
- 2009 : Remporte le Palm Springs International Film Festival de la meilleure distribution pour Les noces rebelles
- 2024 : Remporte le Chairman's Vanguard Award pour Killers of the Flower Moon

#### People's Choice Awards
- 2005 : Nommé pour le People's Choice Award du meilleur acteur pour Les Infiltrés
- 2011 : Nommé pour le People's Choice Award de la distribution d'ensemble préférée pour Inception
- 2011 : Nommé pour le People's Choice Awards du meilleur acteur de l'année pour Inception
- 2014 : Nommé pour le People's Choice Awards de l'acteur de cinéma préféré
- 2014 : Remporte le People's Choice Awards de l'acteur de cinéma dramatique préféré
- 2019 : Nommé pour le People's Choice Awards du meilleur acteur dans un film dramatique pour Once Upon a Time... in Hollywood
- 2024 : Nommé pour le People's Choice Awards du meilleur acteur de l'année pour Killers of the Flower Moon
- 2024 : Nommé pour le People's Choice Awards du meilleur acteur dans un film dramatique de l'année pour Killers of the Flower Moon

#### Phoenix Film Critics Society Awards
- 2010 : Nommé pour le Phoenix Film Critics Society Award de la meilleure distribution pour Inception
- 2015 : Remporte le Phoenix Film Critics Society Award du meilleur acteur pour The Revenant

#### Primetime Emmy Awards
- 2015 : Nommé pour le Primetime Emmy du meilleur programme documentaire spécial pour Virunga

#### Razzie Awards
- 1999 : Remporte le Razzie Award du plus mauvais couple à l'écran pour L'Homme au masque de fer
- 2001 : Nommé pour le Razzie Award du pire acteur pour La Plage

#### San Diego Film Critics Society Awards
- 2012 : Nommé pour le San Diego Film Critics Society Award de la meilleure distribution pour Django Unchained
- 2015 : Remporte le San Diego Film Critics Society Award du meilleur acteur pour The Revenant
- 2022 : Nommé pour le San Diego Film Critics Society Award du meilleur acteur dans une comédie pour Don't Look Up

#### San Francisco Film Critics Circle
- 2013 : Nommé pour le San Francisco Film Critics Circle Award du meilleur acteur pour Le Loup de Wall Street
- 2015 : Nommé pour le San Francisco Film Critics Circle Award du meilleur acteur pour The Revenant

#### Santa Barbara International Film Festival
- 2005 : Remporte le Platnium Award au Santa Barbara International Film Festival
- 2013 : Remporte l'American Riviera Award au Santa Barbara International Film Festival
- 2014 : Remporte le Cinema Vanguard Award au Santa Barbara International Film Festival

#### Satellite Awards
- 1998 : Nommé au Satellite Award du meilleur acteur dans un film dramatique pour Titanic
- 2006 : Nommé au Satellite Award du meilleur acteur dans un film dramatique pour Blood Diamond
- 2006 : Remporte le Satellite Award de la meilleure distribution pour Les Infiltrés
- 2006 : Remporte le Satellite Award du meilleur acteur dans un film dramatique pour Les Infiltrés
- 2008 : Nommé au Satellite Award du meilleur acteur dans un film dramatique pour Les noces rebelles
- 2010 : Nommé au Satellite Award du meilleur acteur dans un film dramatique pour Inception
- 2011 : Nommé au Satellite Award du meilleur acteur pour J. Edgar
- 2014 : Nommé au Satellite Award du meilleur acteur pour Le Loup de Wall Street
- 2016 : Remporte le Satellite Award du meilleur acteur pour The Revenant
- 2019 : Nommé au Satellite Award du meilleur acteur dans une comédie pour Once Upon a Time... in Hollywood
- 2024 : Nommé au Satellite Award du meilleur acteur dans un film dramatique pour Killers of the Flower Moon

#### Saturn Awards
- 2011 : Nommé pour le Saturn Award du meilleur acteur pour Shutter Island
- 2011 : Nommé pour le Saturn Award du meilleur acteur pour Inception
- 2016 : Nommé pour le Saturn Award du meilleur acteur pour The Revenant

#### Screen Actors Guild Awards
- 1997 : Nommé au Screen Actors Guild Award de la meilleure distribution pour Simples Secrets
- 1998 : Nommé au Screen Actors Guild Award de la meilleure distribution pour Titanic
- 2005 : Nommé au Screen Actors Guild Award de la meilleure distribution pour Aviator
- 2005 : Nommé au Screen Actors Guild Award du meilleur acteur pour Aviator
- 2007 : Nommé au Screen Actors Guild Award de la meilleure distribution pour Les Infiltrés
- 2007 : Nommé au Screen Actors Guild Award du meilleur acteur dans un second rôle pour Les Infiltrés
- 2007 : Nommé au Screen Actors Guild Award du meilleur acteur pour Blood Diamond
- 2012 : Nommé au Screen Actors Guild Award du meilleur acteur pour J. Edgar
- 2016 : Remporte le Screen Actors Guild Award du meilleur acteur pour The Revenant
- 2020 : Nommé au Screen Actors Guild Award du meilleur acteur pour Once Upon a Time... in Hollywood
- 2020 : Nommé au Screen Actors Guild Award de la meilleure distribution pour Once Upon a Time... in Hollywood
- 2022 : Nommé au Screen Actors Guild Award de la meilleure distribution pour Don't Look Up
- 2024 : Nommé au Screen Actors Guild Award de la meilleure distribution pour Killers of the Flower Moon

#### Seattle Film Critics Awards
- 2014 : Nommé pour le Seattle Film Critics Award de la meilleure distribution pour Le Loup de Wall Street
- 2014 : Nommé pour le Seattle Film Critics Award du meilleur acteur pour Le Loup de Wall Street
- 2016 : Nommé pour le Seattle Film Critics Award du meilleur acteur pour The Revenant

#### Teen Choice Awards
- 2000 : Nommé au Teen Choice Awards de la meilleure alchimie pour La Plage
- 2000 : Nommé au Teen Choice Award du meilleur acteur pour La Plage
- 2003 : Nommé au Teen Choice Award du meilleur baiser pour Gangs of New York
- 2003 : Remporte le Teen Choice Award du meilleur mensonge pour Arrête-moi si tu peux
- 2005 : Nommé au Teen Choice Award du meilleur acteur dans un film dramatique pour Aviator
- 2007 : Nommé au Teen Choice Award du meilleur acteur dans un second rôle pour Les Infiltrés
- 2007 : Nommé au Teen Choice Award du meilleur acteur pour Blood Diamond
- 2010 : Remporte le Teen Choice Award du meilleur acteur dans un film d'horreur pour Shutter Island
- 2013 : Nommé au Teen Choice Award du meilleur acteur dans un film dramatique pour Gatsby
- 2016 : Remporte au Teen Choice Award du meilleur acteur dans un film dramatique pour The Revenant

#### Visual Effects Society Awards
- 2005 : Nommé au Visual Effects Society Award du meilleur acteur dans un film à effets spéciaux pour Aviator

#### Washington DC Area Film Critics Association Awards
- 2005 : Nommé au Washington DC Area Film Critics Association Award du meilleur acteur pour Aviator
- 2010 : Nommé au Washington DC Area Film Critics Association Award de la meilleure distribution pour Inception
- 2012 : Nommé au Washington DC Area Film Critics Association Award du meilleur acteur dans un second rôle pour Django Unchained
- 2013 : Nommé au Washington DC Area Film Critics Association Award du meilleur acteur pour Le Loup de Wall Street
- 2015 : Nommé au Washington DC Area Film Critics Association Award du meilleur acteur pour The Revenant
- 2019 : Nommé au Washington DC Area Film Critics Association Award du meilleur acteur pour Once Upon a Time... in Hollywood

#### Young Artist Awards
- 1991 : Nommé au Young Artist Award du meilleur jeune acteur pour Santa Barbara
- 1991 : Nommé au Young Artist Awards du meilleur jeune acteur pour Parenthood
- 1991 : Nommé au Young Artist Award du meilleur jeune acteur pour Quoi de neuf, docteur?Berlinale

- 1997 : Remporte l'Ours d'argent du meilleur acteur pour Roméo + Juliette

### Australie

#### Australian Academy of Cinema and Television Arts Awards
- 2012 : Nommé pour l'Australian Film Institute Award du meilleur acteur international pour J. Edgar

#### Film Critics Circle of Australia Awards
- 2014: Nommé pour le Film Critics Circle of Australia Award du Meilleur Acteur pour The Great Gatsby

### Canada

#### Toronto Film Critics Association Awards
- 2015: Nommé au Toronto Film Critics Award du meilleur acteur pour The Revenant

#### Vancouver Film Critics Circle Awards
- 2007 : Nommé au Vancouver Film Critics Circle du meilleur acteur dans un second rôle pour Les Infiltrés
- 2015 : Nommé au Vancouver Film Critics Circle du meilleur acteur pour The Revenant

### Irlande

#### Irish Film and Television Awards
- 2007 : Remporte l'Irish Film and Television Award de l'acteur international pour Les Infiltrés
- 2011 : Nommé pour l'Irish Film and Television Award de l'acteur international pour Inception
- 2012 : Nommé pour l'Irish Film and Television Award de l'acteur international pour J. Edgar
- 2014 : Nommé pour l'Irish Film and Television Award de l'acteur international pour Le Loup de Wall Street
- 2016 : Remporte l'Irish Film and Television Award de l'acteur international pour The Revenant
- 2024 : Nommé pour l'Irish Film and Television Award de l'acteur international pour Killers of the Flower Moon

### Royaume-Uni

#### Empire Awards
- 2007 : Nommé pour l'Empire Award du meilleur acteur pour Les Infiltrés
- 2011 : Nommé pour l'Empire Award du meilleur acteur Inception
- 2014 : Nommé pour l'Empire Award du meilleur acteur Le Loup de Wall Street
- 2016 : Nommé pour l'Empire Award du meilleur acteur The Revenant

#### London Critics Circle Film Awards
- 2005 : Nommé pour le London Critics Circle Film Award de l'acteur de l'année pour Aviator
- 2014 : Nommé pour le London Critics Circle Film Award de l'acteur de l'année pour Le Loup de Wall Street
- 2016 : Nommé pour le London Critics Circle Film Award de l'acteur de l'année pour The Revenant

### Allemagne

#### Festival international du film de Berlin
- 1997 : Remporte l'Ours d'argent du meilleur acteur pour Romeo + Juliette

### Pays-Bas

#### Rembrandt Awards
- 2014 : Remporte le Rembrandt Award du meilleur acteur international pour Gatsby
- 2015 : Remporte le Rembrandt Award du meilleur acteur international pour Le Loup de Wall Street

### Autres
- 1993 : Remporte le prix New Generation Award au Los Angeles Film Critics Association Awards
- 2007 : Remporte au prix Star du petit et grand écran au TV Land Awards
- 2007 : Remporte le prix d'honneur au Festival International du Film de Marrakech
- 2009 : Remporte le prix Big Green Help Award au Kids' Choice Awards
- 2013 : Remporte le prix American Riviera Award au Santa Barbara International Film Festival

## Distinctions non cinématographiques
- L'astéroïde (251642) Leonardodicaprio a été nommé en son honneur[2].